# 久保田敬一 (経営学者)
久保田 敬一（くぼた けいいち、1948年 - ）は、日本の経営学者。武蔵大学国際センター長、中央大学大学院戦略経営研究科教授などを経て、武蔵大学名誉教授。元日本経営財務研究学会会長。日経・経済図書文化賞受賞。

## 人物・経歴
国際基督教大学教養学部卒業。イリノイ大学大学院商学・経営学研究科、カーネギーメロン大学大学院経営管理学研究科に留学。大阪大学から博士（経済学）を取得。武蔵大学経済学部教授を経て、2004年武蔵大学情報システムセンター長。2007年武蔵大学国際センター長。2008年中央大学大学院戦略経営研究科教授。2010年日本経営財務研究学会会長。2013年武蔵大学名誉教授。竹原均との共著“Reform and Price Discovery at the Tokyo Stock Exchange: From 1990 to 2012”で、2016年度第59回日経・経済図書文化賞受賞。

## 著書
- 『オプションと先物 : ニュー・ファイナンス入門』東洋経済新報社 1988年
- 『ポートフォリオ理論』日本経済評論社 1989年
- 『よくわかるファイナンス』東洋経済新報社 2001年
- 『コーポレートファイナンス : 決定版』東洋経済新報社 2006年